# Dang Yifei
Dang Yifei (党毅飞S; 17 giugno 1994) è un goista cinese di grado 9 dan.

## Biografia
Diventato professionista nel 2007, nel 2011 ha perso la finale del Qiwang Sudorientale contro Gu Lingyi.
Nel 2012 ha perso la finale della quarta edizione della BC Card Cup, sconfitto dal sudcoreano Baek Hongsuk.
Nel novembre 2016 raggiunse la finale della ventunesima Coppa LG, raggiungendo il grado di 9 dan. Malgrado fosse nettamente sfavorito, vinse la finale, disputata nel 2017. Tra la fine del 2017 e l'inizio del 2018 ottenne cinque vittorie consecutive nella diciannovesima edizione della Nongshim Cup.
Nel 2019 ha perso la finale del Qiwang Sudorientale contro Ke Jie. Ha vinto con la squadra cinese la ventesima Nongshim Cup, sconfiggendo  nell'incontro decisivo il sudcoreano Park Jung-hwan.
Nel 2021 ha perso la finale della Coppa CCTV contro Ke Jie.
Nel 2023 ha perso la finale del Tianyuan contro Mi Yuting e si è qualificato alla finale della 5ª edizione della Mlily Cup.
Nel maggio 2024 ha perso per 1-3 le finali della 5ª edizione della Mlily Cup contro il connazionale Li Xuanhao. A novembre ha perso per 1-2 la finale della 29ª edizione della Samsung Fire Cup contro il connazionale Ding Hao.

## Promozioni
| Rango | Anno | Appunti                                                                                                   |
| ----- | ---- | --- |
| 1 dan | 2007 | Promosso al grado dan professionale per la prestazione nel torneo di qualificazione professionale cinese. |
| 2 dan | 2008 | |
| 3 dan | 2009 | |
| 4 dan | 2010 | |
| 9 dan | 2016 | Per aver raggiunto la sua seconda finale internazionale nella Coppa LG.                                   |

## Palmarès
| Nazionali           | Nazionali | Nazionali      |
| Titolo              | Vittorie  | Secondi posti  |
| ------------------- | --------- | -------------- |
| Tianyuan            |           | 1 (2023)       |
| Coppa CCTV          |           | 1 (2021)       |
| Qiwang Sudorientale |           | 2 (2011, 2019) |
| Quzhou-Lanke Cup    | 1 (2024)  |                |
| Totale              | 1         | 4              |
| Internazionali      |           |                |
| Titolo              | Vittorie  | Secondi posti  |
| BC Card Cup         |           | 1 (2012)       |
| Coppa LG            | 1 (2017)  |                |
| MLily Cup           |           | 1 (2024)       |
| Samsung Fire Cup    |           | 1 (2024)       |
| Totale              | 1         | 3              |
| Totale              |           |                |
| Totale              | 1         | 7              |